# Hemileccinum depilatum
Hemileccinum depilatum (Josef Šutara, 2008) o Boletus depilatum, è un fungo della famiglia Boletaceae, inserito nel 2008 nel genere Hemileccinum avendo caratteristiche diverse da Boletus.

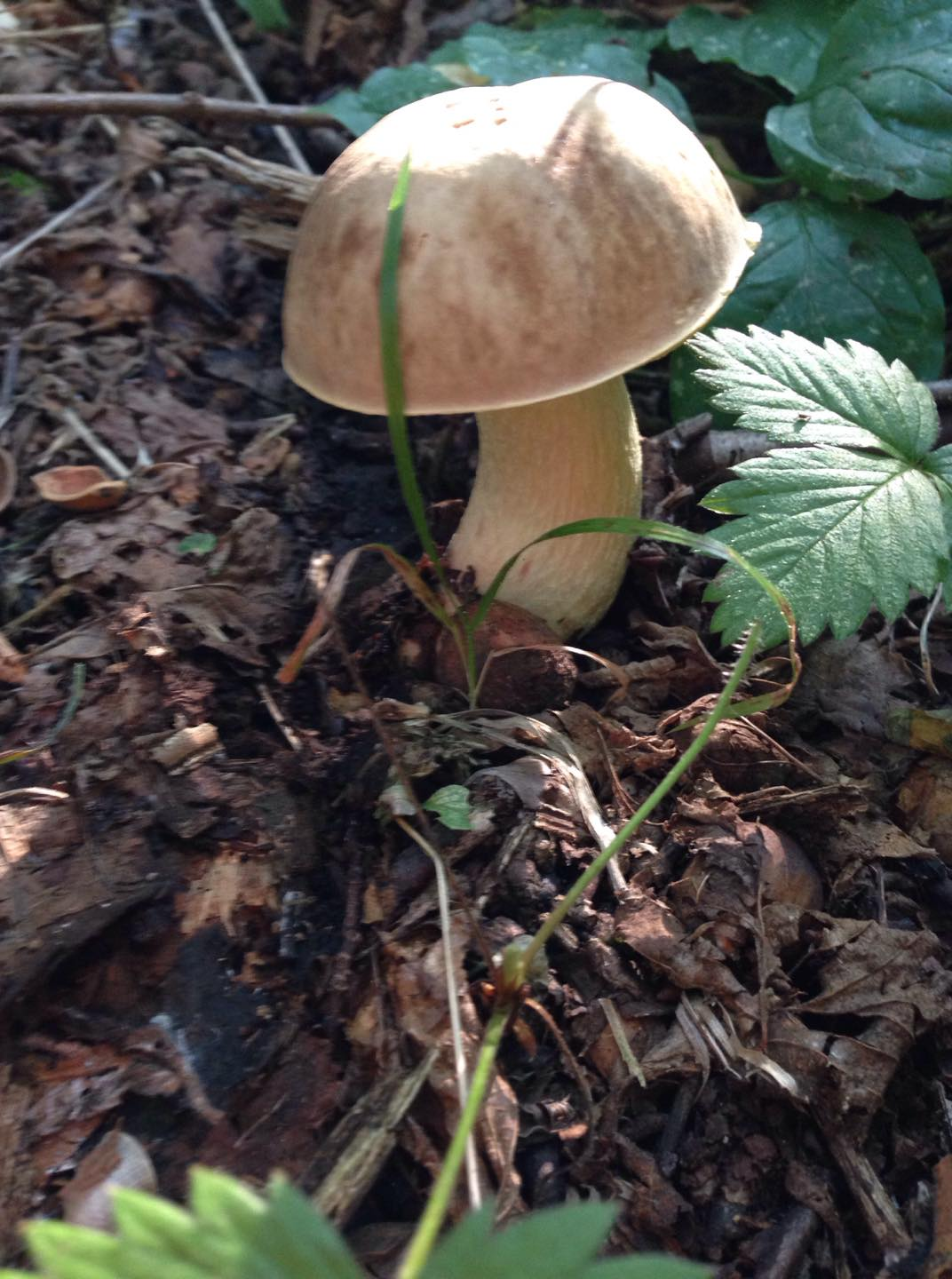
H. depilatum nel suo ambiente naturale.

## Descrizione della specie

### Cappello
3–10 cm di diametro con margine poco eccedente.
Cuticolaasciutta di aspetto gibboso-martellata.

### Pori
Mai bianchi come nei porcini, ma gialli subito poi verdognoli.

### Gambo
Privo di reticolo, all’apice spesso può presentare una zona anulare bruno-rossastra.

### Carne
Tenera, che diventa molliccia nel cappello, colore bianco giallino, più scura alla base del gambo e un po’ rosata sotto la cuticola, immutabile al taglio.
- Odore: fruttato ma di fenolo alla base del gambo.
- Sapore: dolce.

## Habitat
Fungo simbionte. Cresce solitario o a piccoli gruppi, dall'estate all'inizio dell'autunno in boschi di latifoglie, specie termofila e calcicola, cresce soprattutto sotto querce, carpini e noccioli.

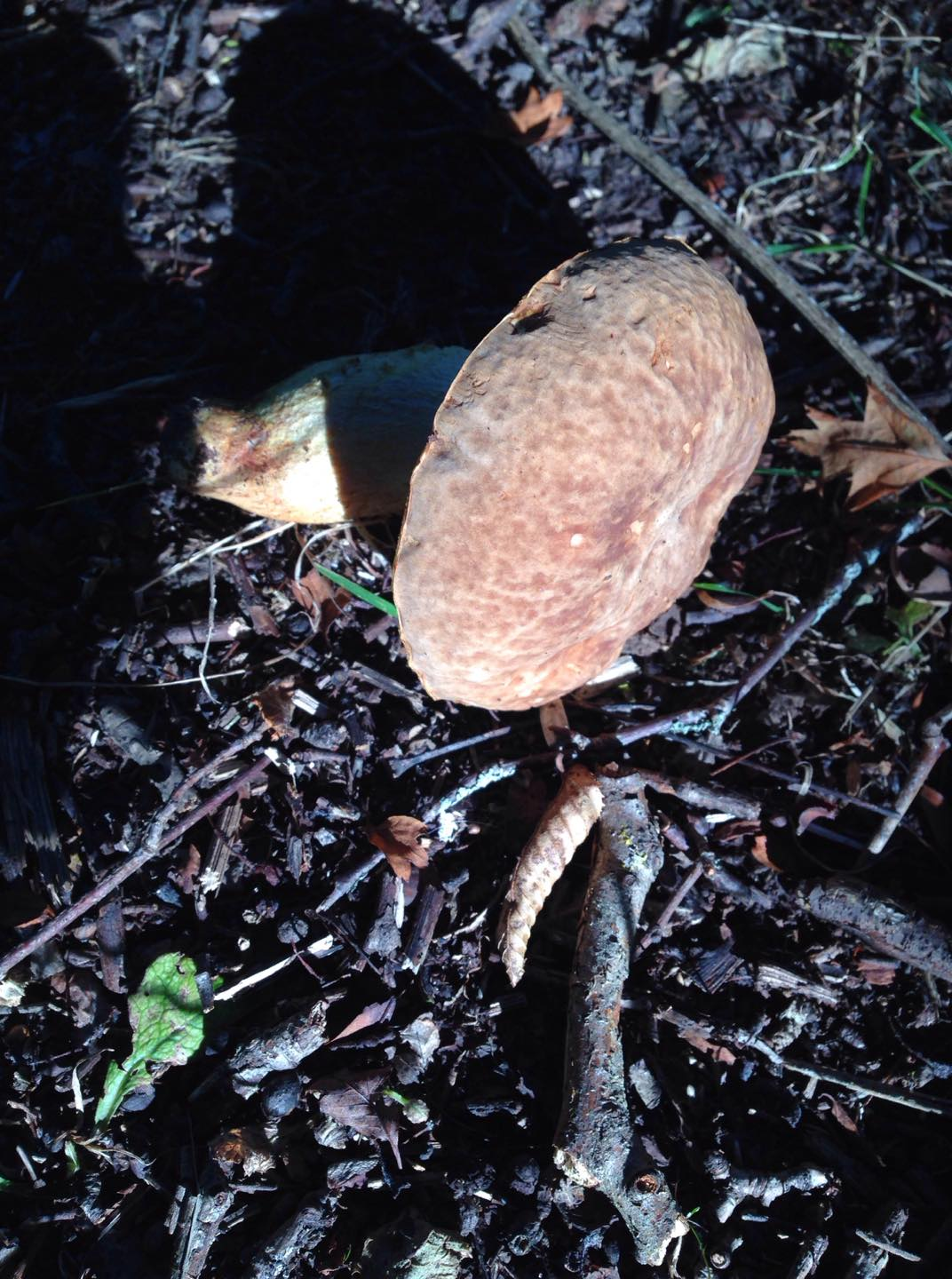
H. depilatum, Cappello.

## Sinonimi e binomi obsoleti
- Hemileccinum depilatus
- Boletus depilatus (Redeuilh; 1986)
- Xerocomus depilatus (Redeuilh, Manfr. Binder & Besl; 2000)